# Wittenbach
Wittenbach es una comuna suiza del cantón de San Galo, ubicada en el distrito de San Galo. Limita al norte con las comunas de Häggenschwil, Roggwil (TG) y Berg, al este con Mörschwil, al sur con San Galo, y al oeste con Gaiserwald y Waldkirch.
La comuna está compuesta por las localidades de: Bruggbach, Dottenwil, Gommenschwil, Krönbuhl, Odenhof, Unterlöhren y Wilen.